# Prémio Lippincott
O prémio Lippincott, em honra de Benjamin E. Lippincott, foi estabelecido pela American Political Science Association para reconhecer obras de teóricos da ciência política contemporâneos que merecem destaque passados 15 anos da sua publicação. É concedido bienalmente, comportando um prémio de 1500 dólares. O prémio é apoiado pela Universidade de Minnesota.

## Laureados
- 1975 - Hannah Arendt The Human Condition
- 1976 - Karl Popper The Open Society and Its Enemies
- 1977 - Louis Hartz The Liberal Tradition in America
- 1978 - Eric Voegelin The New Political Science, and Order and History
- 1979 - C. B. Macpherson The Political Theory of Possessive Individualism
- 1980 - H. L. A. Hart The Concept of Law
- 1981 - Simone de Beauvoir The Second Sex
- 1982 - Michael Oakeshott Experience and Its Modes, além de dois ensaios, The Voice of Poetry e sua introdução para o Leviatã, de Hobbes
- 1983 - Duncan Black The Theory of Committees and Elections
- 1984 - Sir Isaiah Berlin Collected essays on political theory dating from 1939 through 1969
- 1985 - Sheldon Wolin Politics and Vision
- 1987 - John Rawls A Theory of Justice
- 1989 - Robert A. Dahl A Preface to Democratic Theory University of Chicago Press
- 1991 - Michael Walzer The Revolution of the Saints: A Study in the Origins of Radical Politics Harvard University Press
- 1993 - J. G. A. Pocock The Machiavellian Moment: Florentine Political Thought and the Atlantic Republic Tradition Princeton University Press
- 1995 - Charles E. Lindblom Politics and Markets: The World's Political-Economic Systems Basic Books
- 1997 - Hanna F. Pitkin The Concept of Representation University of California Press, 1972
- 1999 - William E. Connolly The Terms of Political Discourse Heath Publishers
- 2001 - Quentin Skinner Foundations of Modern Political Thought Cambridge University Press
- 2003 - Albert O. Hirschman The Passions and the Interests: Political Arguments for Capitalism before Its Triumph Princeton University Press, 1977